# Milvignes
Milvignes är en kommun i kantonen Neuchâtel, Schweiz. Kommunen har 9 312 invånare (2023).
Kommunen bildades den 1 januari 2013 genom en sammanslagning av kommunerna Auvernier, Bôle och Colombier. 